# Tlacotepec
Tlacotepec è un centro abitato del Messico, situato nello stato di Guerrero, capoluogo del comune di General Heliodoro Castillo.